# Герб комуни Нинесгамн
Герб комуни Нинесгамнн (швед. Nynäshamns kommunvapen) — символ шведської адміністративно-територіальної одиниці місцевого самоврядування комуни Нинесгамн. 

## Історія
Місто Нинесгамн отримало цей герб королівським затвердженням 1946 року. Як герб комуни його зареєстровано 1977 року. 
Після адміністративно-територіальної реформи, проведеної в Швеції на початку 1970-х років, муніципальні герби стали використовуватися лишень комунами. Тому тепер цей герб представляє комуну Нинесгамнн, а не місто.

## Опис (блазон)
У срібному полі чорний якір рогами додолу, у відтятій хвилясто червоній главі три срібні шестерні.

## Зміст
Символи підкреслюють роль Нинесгамна як портового та індустріального міста. Якір означає судноплавство, а шестерні вказують на розвинуту промисловість.